# Поцуоло дел Фријули
Поцуоло дел Фријули (итал. Pozzuolo del Friuli) је насеље у Италији у округу Удине, региону Фурланија-Јулијска крајина.
Према процени из 2011. у насељу је живело 1684 становника. Насеље се налази на надморској висини од 60 м.

## Становништво
Према резултатима пописа становништва 2011. у општини је живело 6.880 становника.
| 1936. | 1951. | 1961. | 1971. | 1981. | 1991. | 2001. | 2011. |
| ----- | ----- | ----- | ----- | ----- | ----- | ----- | ----- |
| 5.874 | 6.314 | 6.203 | 6.031 | 6.341 | 6.194 | 6.311 | 6.880 |

## Партнерски градови
- Santa Fiora